# Voïvodie de Płock (1495-1793)
Ne doit pas être confondu avec Voïvodie de Płock.
1495–1793
Entités précédentes :
- Duché de Mazovie

Entités suivantes :
- Royaume de Prusse

La voïvodie de Płock (polonais : Województwo Płockie) était une division administrative du royaume de Pologne de 1495 jusqu'aux partages de la Pologne en 1795. Avec la voïvodie de Rawa et la voïvodie de Mazovie, elle formait l'ancien duché de Mazovie.
Zygmunt Gloger, dans son monumental ouvrage intitulé Géographie historique des terres de l'ancienne Pologne, donne une description détaillée de la voïvodie de Płock :
"Après la mort sans enfant de Janusz II, duc de Łomża, Ciechanów, Wizna et Płock, survenue le 16 février 1495, le duché de Płock, à l'exception du pays de Wyszogród, fut incorporé au royaume de Pologne et transformé en une voïvodie (...) Au XVIe siècle, elle avait une superficie de 701 miles carrés, divisée en huit petits comtés : ceux de Płock, Bielsk, Raciaz, Sierpc, Płońsk, Szrensk, Niedzborz et Mława. Les trois derniers comtés, situés entre la rivière Wkra et la frontière prussienne, formaient le soi-disant pays de Zawkrze (...) La voïvodie comptait 67 paroisses catholiques romaines, 63 villes et 1 115 villages. Le comté de Bielsk était le plus densément peuplé (...)
Les sejmiks locaux de la voïvodie avaient lieu à Raciąż, la ville située au centre de la province. Sous le règne du roi Stanisław II Augustus, les sejmiks furent déplacés à Płock. La voïvodie avait cinq sénateurs : l'évêque de Płock, le voévode de Plock, le châtelain de Płock et les castellans de Raciąż et de Sierpc. Les tribunaux fonciers étaient situés à Płock, Bielsk, et Sierpc (depuis 1726, également à Mława)".

## Gouvernement municipal
Siège du voévode :
- Płock

Sièges au conseil régional (sejmik):
- Raciąż, plus tard Płock

## Divisions administratives
- Comté de Płock,
- Comté de Bielsk,
- Comté de Raciąż,
- Comté de Sierpc,
- Comté de Płońsk.

Pays de Zawkrze, divisé en les comtés suivants :
- comté de Szreńsk,
- Comté de Niedzbórz,
- Comté de Mława.

## Sources
- Voïvodie de Płock, description par Zygmunt Gloger